# Amoreira (Óbidos)
Amoreira é uma povoação portuguesa sede da Freguesia de Amoreira do Município de Óbidos, freguesia com 19,39 km² de área e 1033 habitantes (censo de 2021), tendo, por isso, uma densidade populacional de 53,3 hab./km².

## Demografia
Nota: Com lugares desta freguesia foi criada, pela Lei nº 1.752, de 05/03/1925, a Freguesia de Olho Marinho.
A população registada nos censos foi:
| Distribuição da População por Grupos Etários | Distribuição da População por Grupos Etários | Distribuição da População por Grupos Etários | Distribuição da População por Grupos Etários | Distribuição da População por Grupos Etários |
| -------------------------------------------- | -------------------------------------------- | -------------------------------------------- | -------------------------------------------- | -------------------------------------------- |
| Ano                                          | 0-14 Anos                                    | 15-24 Anos                                   | 25-64 Anos                                   | > 65 Anos                                    |
| 2001                                         | 128                                          | 120                                          | 482                                          | 255                                          |
| 2011                                         | 127                                          | 97                                           | 500                                          | 265                                          |
| 2021                                         | 117                                          | 74                                           | 486                                          | 356                                          |

## Economia
As principais atividades económicas são a agricultura, indústria pecuária, indústria de serração e transformação de madeiras, construção civil, indústria de cerâmica, bem como algumas oficinas de automóveis. Possui também duas unidades hoteleiras (Marriott Internacional) e algumas unidades de restauração.

## Património
Nesta freguesia pode-se visitar a Igreja Matriz Nossa Senhora de Aboboriz e Ermida de Jesus, Maria e José como principais pontos de interesse. Possui também um fontanário datado de 1886, um cruzeiro do século XVIII e dois moinhos de vento.
Em tempos existiu o Real Convento de Nossa Senhora da Conceição de Frades, atualmente em ruínas. Temos ainda a presença de várias casas senhoriais na freguesia, nomeadamente a Casa Senhorial de Lourenço de Sá Mello, Casa Senhorial do Rocio ou Senhora das Neves e a Casa Senhorial do Doutor Bernardo Gomes Monteiro.
Além das casas senhoriais, temos a Quinta do Paul, Quinta da Ferraria, Quinta do Ceilão e a Quinta do Casal do Brás.

## Coletividades
As principais coletividades da freguesia são:
- Grupo Desportivo Amoreirense
- Centro Social, Cultural e Recreativo da Amoreira